# Langues tarahumaras
Les langues tarahumaras sont une branche de la famille des langues uto-aztèques, qui comprend le tarahumara et les langues huarijio du Nord du Mexique. Cette branche était considérée comme faisant partie des langues taracahitiques, mais ce groupe n'est plus valide d'un point de vue génétique,.